# 아스트로지우두 페레이라
아스트로지우두 페레이라(Astrojildo Pereira, 1890년 ~ 1965년)는 브라질의 언론인, 문예 비평가, 정치가이다. 1922년 브라질 공산당을 창립했다.